# Glauco Rodrigues
Glauco Rodrigues fue un pintor, diseñador, grabador y escenógrafo brasilero.
Comenzó a pintar en 1945 y expuso por primera vez en 1948, en la muestra Os Novos de Bagé, en Porto Alegre, donde frecuentaba la Escola de Belas-Artes. Tiempo después se trasladó a Río de Janeiro, donde estudió en la Escola Nacional de Belas Artes. Regresando a Porto Alegre, creó el Clube da Gravura de Porto Alegre y el Clube da Gravura de Bagé, en 1950, conjuntamente con Carlos Scliar, Glênio Bianchetti, Danúbio Gonçalves y Vasco Prado. La temática social y el compromiso estuvieron presentes en su obra desde aquellos primeros trabajos, y hablando de eso el autor contó:

Eu fantasiava personagens e situações. Num dos meus trabalhos criei a lenda do Guarapuru. O povo era representado por índios. O poder militar foi simbolizado por reis de cartas de baralho. Esta série, que fiz em 1977, ficou uma história em quadrinhos. Contei a miséria de um povo. Morriam de fome e comiam terra. Surge, então, um encantamento e voltam depois a comer terra. Falei do milagre brasileiro e os militares não perceberam.
Yo imaginaba personajes y situaciones. En uno de mis trabajos creé la leyenda de Guarapuru. El pueblo era representado por indios. El poder militar fue simbolizado por reyes de carta de baraja. Esta serie, que hice en 1977, quedó como historieta. Conté la miseria de un pueblo. Morían de hambre y comían tierra. Surge, entonces, un encantamiento y vuelven después a comer tierra. Hablé del milagro brasilero y los militares no se percataron

De vuelta para Río al final de la década, se inicia en la profesión de ilustrador.
En 1960, participó de IX Salão Nacional de Arte Moderna (Brasil), obteniendo el premio de viaje al exterior. Tomó parte de la Bienal de París en 1961 y, al año siguiente, viajó a Roma, donde permaneció hasta 1965. Realizó exposiciones individuales en Múnich, Stuttgart y Frankfurt. En Roma, en 1963, expuso en la Galeria d'Arte della Casa do Brasil y, en 1964, participó en la XXXII Bienal de Venecia. En 1967 fue premiado en la IX Bienal Internacional de Arte de São Paulo.
En 1980, pintó el cuadro A Primeira Missa no Brasil, una especie de relectura de la obra de Vitor Meireles, ofrecido por el gobierno brasilero al Papa Juan Pablo II. En 1985 realizó acuarelas de paisajes gauchas para la apertura y las viñetas de la miniserie O tempo e o vento, de la Red Globo, obras estas que se encuentran actualmente en el MARGS (Museu de Arte do Rio Grande do Sul), en Porto Alegre.
Es el autor del panel en mosaico a la entrada de la Fundación Oswaldo Cruz, en Río de Janeiro, una obra gigantesca, encomendada para celebrar el centenario de la entidad, en el año 2000. La obra destaca las figuras de Oswaldo Cruz, Carlos Chagas y también de Louis Pasteur, exhibiendo además las expediciones científicas a la Amazonia. Otro panel realizado por el se encuentra en la terminal de pasajeros del Aeropuerto Internacional de Salvador, en Bahia, que retrata las costumbres y manifestaciones folclóricas bahianas.
Glauco Rodrigues murió víctima de un paro respiratorio, a los 75 anos, en Río de Janeiro. Sus restos se encuentran en el  Cementerio São João Batista, en Botafogo.

## Exposiciones
(individual)
- Pintura (1961 : Petite Galerie, Río de Janeiro, Brasil)
- Acuarela (1962 : Consulado Geral do Brasil, Múnich, Alemania)
- Diseño (1962 : Petite Galerie, São Paulo, Brasil)
- Acuarela (1963 : Casa da Cultura de Frankfurt, Alemania)
- Pintura (1963 : Galeria d'Arte della Casa do Brasil, Roma Italia)
- Acuarela, (1963 : Galería Maercklin de Stuttgart, Alemania)
- Témperas vinílicas y acuarelas de Roma entre 1962/64, (1964 : Petite Galerie, Río de Janeiro, Brasil)
- Pintura (1965 : Petite Galerie, Río de Janeiro, Brasil)
- 50 disegni dal 1960 a 1963, (1965 : Galeria Bianco e Nero, Roma, Italia)
- Pintura, diseño y serigrafía, (1966 : Galeria Leopoldina, Porto Alegre, Brasil)
- Pintura, acuarela, diseño y objetos, (1966 : Galeria Relevo, Río de Janeiro, Brasil)
- Diseños para los Letreros del Film Garota de Ipanema, (1967 : Galeria Santa Rosa, Río de Janeiro, Brasil)
- Pintura, diseño, (1968 : Galeria Leopoldina, Porto Alegre, Brasil)
- Cenas de Praia, (1969 : Petite Galerie, Río de Janeiro, Brasil)
- Terra Brasilis: pintura, (1970 : Galeria Bonino, Rio de Janeiro, Brasil)
- Individual, Iramar Gallery (1971 : Nueva York, Estados Unidos)
- Carta de Pero Vaz Caminha sobre el descubrimiento de la Terra Nova que hizo Pedro Álvares Cabral a El Rey Nosso Senhor: secuencia de 26 pinturas, (1971 : Galeria de Arte Portal, San Pablo, Brasil)
- Adivinhações: pintura, Oscar Seraphico Galeria de Arte, (1973 : Brasília DF, Brasil)
- Glauco Rodrigues 1964/1973: pinturas nas Coleções Particulares, (1973 : Centro Cultural Lume, Rio de Janeiro, Brasil)
- Provérbios, (1973 : Galeria Luiz Buarque de Hollanda e Paulo Bittencourt, Rio de Janeiro, Brasil)
- Acuratíssima Brasiliae Tabula, Galeria de Arte Ipanema, (1974 : São Paulo, Brasil)
- Pau Brasil, Galeria de Arte Ipanema, (1975 : Rio de Janeiro, Brasil)
- Tradições Gaúchas: pinturas e serigrafías, IAB/RS (1977 : Porto Alegre, Brasil)
- A Lenda do Coati-Puru, Galeria de Arte Ipanema, (1977 : Rio de Janeiro, Brasil)
- Glauco Rodrigues: acuarela do Brasil, Galeria de Arte Ipanema, (1977 : São Paulo, Brasil)
- Guia Turístico e Histórico do Rio de Janeiro no Tempo dos Vice-Reis: homenagem a Leandro Joaquim, Galeria de Arte Ipanema, (1979 : Rio de Janeiro, Brasil)
- Glauco Rodrigues: litografias, Museu da Gravura Brasileira, (1980 : Bagé, Brasil)
- Glauco Rodrigues: paisagens imaginárias brasileiras, Oscar Seraphico Galeria de Arte, (1981 : Brasilia DF, Brasil)
- Lembranças, Cambona Centro de Artes, (1981 : Porto Alegre, Brasil)
- Glauco Rodrigues no País do Carnaval: homenagem a Tarsila, Galeria de Arte da Gávea, (1981 : Rio de Janeiro, Brasil)
- Glauco Rodrigues de 1952 a 1983, Masson Galeria de Arte, (1983 : Porto Alegre, Brasil)
- Glauco Rodrigues: os 7 vícios capitais, Galeria Estampa, (1985 : Rio de Janeiro, Brasil)
- Individual, Escritório de Arte São Paulo, (1986 : São Paulo, Brasil)
- Viagem Pitoresca e Histórica ao Brasil, GB Arte, (1987 : Rio de Janeiro, Brasil)
- Glauco Rodrigues: aquarelas, GB Arte, (1988 : Rio de Janeiro, Brasil)
- Glauco Rodrigues: obras gráficas, Espaço Cultural BFB, (1989 : Porto Alegre, Brasil)
- Glauco Rodrigues: paisagens gaúchas imaginárias, Galeria de Arte Mosaico, (1989 : Porto Alegre, Brasil)
- Individual, Escritório de Arte São Paulo, (1989 : São Paulo, Brasil)
- Un Opera Nomme Bresil, Galerie Étienne Dinet, (1990 : París, Francia)
- Glauco Rodrigues: pinturas e aquarelas, Escritório de Arte São Paulo, (1990 : San Pablo, Brasil)
- Apoteose Tropical, Fundação Casa França-Brasil, (1991 : Rio de Janeiro, Brasil)
- Individual, Centro Universitário de Barra Mansa, (1995 :Rio de Janeiro, Brasil)
- Individual, na Galeria de Arte Mosaico, (1999 : Porto Alegre, Brasil)

(Colectivas)
- 1948 - Porto Alegre RS - Os Novos de Bagé, no Jornal Correio do Povo
- 1949 - Rio de Janeiro RJ - 55.º Salão Nacional de Belas Artes - Divisão Moderna, no MNBA - menção honrosa
- 1950 - Rio de Janeiro RJ - 56.º Salão Nacional de Belas Artes - Divisão Moderna, no MNBA - medalha de bronze
- 1951 - Rio de Janeiro RJ - 57.º Salão Nacional de Belas Artes - Divisão Moderna, no MNBA - medalha de prata
- 1952 - Porto Alegre RS - Clube da Gravura de Porto Alegre
- 1952 - Rio de Janeiro RJ - 1º Salão Nacional de Arte Moderna, no MAM/RJ
- 1953 - Rio de Janeiro RJ - 2º Salão Nacional de Arte Moderna, no MNBA
- 1954 - Goiânia GO - Exposição do Congresso Nacional de Intelectuais
- 1954 - Rio de Janeiro RJ - Salão Preto e Branco, no Palácio da Cultura
- 1956 - São Paulo SP - Contribuição ao Realismo, no MAM/SP
- 1959 - São Paulo SP - 5ª Bienal Internacional de São Paulo, no Pavilhão Ciccilo Matarazzo Sobrinho
- 1960 - Rio de Janeiro RJ - 4º Salão Nacional de Arte Moderna, no MAM/RJ - prêmio viagem ao país
- 1961 - Paris (França) - 2ª Bienal dos Jovens
- 1961 - Rio de Janeiro RJ - 1ª O Rosto e a Obra, na Galeria do Ibeu Copacabana
- 1961 - São Paulo SP - 6ª Bienal Internacional de São Paulo, no Pavilhão Ciccilo Matarazzo Sobrinho
- 1961 - São Paulo SP - Coletiva, na Petite Galerie
- 1962 - Kassel (Alemanha) - Brasilianische Kunstler der Gegenwart, na Kasseler Kunstverein
- 1962 - Spoleto (Itália) - Gravuras e Desenhos Brasileiros
- 1962 - Washington (Estados Unidos) - Spotlight in Brazil, na OEA
- 1963 - Spoleto (Itália) - Arte del Sud America
- 1964 - Veneza (Itália) - 32ª Bienal de Veneza
- 1966 - Houston (Estados Unidos) - Coletiva, na Kiko Gallery
- 1966 - Rio de Janeiro RJ - Auto-Retratos, na Galeria do Ibeu Copacabana
- 1966 - Rio de Janeiro RJ - Opinião 66, no MAM/RJ
- 1966 - Rio de Janeiro RJ - Supermercado 66, na Galeria Relevo
- 1967 - Petrópolis RJ - 1º Salão Nacional de Pintura Jovem, no Hotel Quitandinha
- 1967 - Rio de Janeiro RJ - Coletiva, na Petite Galerie
- 1967 - Rio de Janeiro RJ - Nova Objetividade Brasileira, no MAM/RJ
- 1967 - São Paulo SP - 9ª Bienal Internacional de São Paulo, na Fundação Bienal - prêmio aquisição
- 1968 - Belo Horizonte MG - Serigrafias, na UFMG. Faculdade de Letras
- 1968 - Cáli (Colômbia) - 1º Salão Austral y Colombiano de Pintura - menção honrosa
- 1968 - Rio de Janeiro RJ - 1ª Feira de Arte do Rio de Janeiro, no MAM/RJ
- 1968 - Rio de Janeiro RJ - Coletiva, na Galeria de Arte do Copacabana Palace
- 1968 - Rio de Janeiro RJ - Coletiva, na Galeria Santa Rosa
- 1968 - Rio de Janeiro RJ - O Artista Brasileiro e a Iconografia de Massa, na Esdi
- 1968 - São Paulo SP - Coletiva, na Galeria Cosme Velho
- 1968 - Rio de Janeiro RJ - 1ª Feira de Arte do Rio de Janeiro, no MAM/RJ
- 1969 - São Paulo SP - Coletiva, na Galeria Cosme Velho
- 1969 - São Paulo SP - Coletiva, no Paço das Artes
- 1970 - Rio de Janeiro RJ - Coletiva, na Galeria Espaço
- 1971 - Nova York (Estados Unidos) - Coletiva, na Iramar Gallery
- 1971 - Rio de Janeiro RJ - 50 Anos de Arte Moderna Brasileira, no MAM/RJ
- 1971 - Rio de Janeiro RJ - 9º Resumo de Arte JB, no MAM/RJ
- 1972 - Rio de Janeiro RJ - 1ª Mostra de Serigrafia, no MNBA
- 1972 - Rio de Janeiro RJ - 50 Anos de Arte Brasileira: Coleção Gilberto Chateaubriand, na Galeria do Ibeu Copacabana
- 1972 - Rio de Janeiro RJ - Exposição, no MAM/RJ
- 1972 - São Paulo SP - Arte/Brasil/Hoje: 50 anos depois, na Galeria da Collectio
- 1973 - Bagé RS - Quatro de Bagé, na Fundação Attila Taborda
- 1973 - Belo Horizonte MG - Coletiva, na Escola Theodor Herzl
- 1973 - Rio de Janeiro RJ - Alguns Aspectos do Desenho Brasileiro, na Galeria Ibeu Copacabana
- 1973 - Rio de Janeiro RJ - Homenagem a Eneida, na Galeria Chica da Silva
- 1974 - Rio de Janeiro RJ - Renouveau de la Figuration, na Galeria Maison de France
- 1976 - Bagé RS - 2º Encontro de Artistas Plásticos, no Museu Dom Diogo de Souza
- 1976 - Porto Alegre RS - Por uma Arte Brasileira: Grupo de Bagé, na UFRGS. Instituto de Artes
- 1976 - Porto Alegre RS - Tradições Gaúchas, na UFRGS. Instituto de Artes. Pinacoteca Barão de Santo Ângelo
- 1976 - Salvador BA - Arte Brasileira dos Anos 60/70 na Coleção Gilberto Chateaubriand, no MAM/BA
- 1976 - São Paulo SP - Artistas do Rio, na Azulão Galeria
- 1977 - Belo Horizonte MG - 5º Salão Global de Inverno, na Fundação Palácio das Artes
- 1977 - Brasília DF - 5º Salão Global de Inverno
- 1977 - Brasília DF - Arte Brasileira dos Anos 60/70 na Coleção Gilberto Chateaubriand, na Fundação Cultural do Distrito Federal
- 1977 - Recife PE - Arte Brasileira dos Anos 60/70 na Coleção Gilberto Chateaubriand, no Casarão de João Alfredo
- 1977 - Rio de Janeiro RJ - 2ª Arte Agora: visão da terra, no MAM/RJ
- 1977 - Rio de Janeiro RJ - 5º Salão Global de Inverno, no MNBA
- 1977 - São Paulo SP - 5º Salão Global de Inverno, no Masp
- 1978 - Curitiba PR - 1ª Mostra Anual de Gravura Cidade de Curitiba, no Centro de Criatividade
- 1978 - São Paulo SP - 1ª Bienal Latino-Americana de São Paulo, na Fundação Bienal
- 1978 - São Paulo SP - O Objeto na Arte: Brasil anos 60, no MAB/Faap
- 1979 - Curitiba PR - 1ª Mostra de Desenho Brasileiro, na Sala de Exposições do Teatro Guaíra
- 1981 - Cidade do Panamá (Panamá) - 8 Expresiones Artísticas, no Centro de Convenções Atlapa. Teatro Anayansi
- 1981 - Rio de Janeiro RJ - Do Moderno ao Contemporâneo: Coleção Gilberto Chateaubriand, no MAM/RJ
- 1981 - Rio de Janeiro RJ - Universo do Carnaval: imagens e reflexões, na Acervo Galeria de Arte
- 1982 - Lisboa (Portugal) - Brasil 60 Anos de Arte Moderna: Coleção Gilberto Chateaubriand, no Centro de Arte Moderna José de Azeredo Perdigão
- 1982 - Lisboa (Portugal) - Do Moderno ao Contemporâneo: Coleção Gilberto Chateaubriand, no Centro de Arte Moderna José de Azeredo Perdigão
- 1982 - Londres (Inglaterra) - Brasil 60 Anos de Arte Moderna: Coleção Gilberto Chateaubriand, na Barbican Art Gallery
- 1982 - Rio de Janeiro RJ - Que Casa é essa da Arte Brasileira
- 1983 - Porto Alegre RS - Arte Livro Gaúcho: 1950/1983, no Margs
- 1983 - Porto Alegre RS - Do Passado ao Presente: as artes plásticas no Rio Grande do Sul, no Cambona Centro de Artes
- 1983 - Rio de Janeiro RJ - 6º Salão Nacional de Artes Plásticas, no MAM/RJ

1983 - Rio de Janeiro RJ - Auto-Retratos Brasileiros, na Galeria de Arte Banerj
1983 - São Paulo SP - 14º Panorama de Arte Atual Brasileira, no MAM/SP
- 1984 - Londres (Inglaterra) - Portrait of Country: brazilian modern art from the Gilberto Chateaubriand collection, no Barbican Art Gallery
- 1984 - Rio de Janeiro RJ - Doações Recentes 82-84, no MNBA
- 1984 - São Paulo SP - Coleção Gilberto Chateaubriand: retrato e auto-retrato da arte brasileira, no MAM/SP
- 1985 - Brasília DF - Brasilidade e Independência, no Teatro Nacional Cláudio Santoro
- 1985 - Porto Alegre RS - Iberê Camargo: trajetória e encontros, no Margs
- 1985 - Rio de Janeiro RJ - 8º Salão Nacional de Artes Plásticas, no MAM/RJ
- 1985 - Rio de Janeiro RJ - Retrato do Colecionador na sua Coleção, na Galeria de Arte Banerj
- 1986 - Brasília DF - Iberê Camargo: trajetória e encontros, no Teatro Nacional Cláudio Santoro
- 1986 - Rio de Janeiro RJ - Iberê Camargo: trajetória e encontros, no MAM/RJ
- 1986 - São Paulo SP - Iberê Camargo: trajetória e encontros, no Masp
- 1987 - Rio de Janeiro RJ - Ao Colecionador: homenagem a Gilberto Chateaubriand , no MAM/RJ
- 1987 - Rio de Janeiro RJ - Rio de Janeiro, Fevereiro e Março: do modernismo à geração 80, na Galeria de Arte Banerj
- 1988 - Novo Hamburgo RS - Carlos Scliar, Glauco Pinto de Moraes e Glauco Rodrigues, na Galeria Contemporânea
- 1988 - Rio de Janeiro RJ - 88 x 68: um balanço dos anos
- 1988 - Rio de Janeiro RJ - Le Déjeuner sur l'Art: Manet no Brasil, na EAV/Parque Lage
- 1988 - Salvador BA - Os Ilustradores de Jorge Amado, na Fundação Casa de Jorge Amado
- 1989 - Juiz de Fora MG - Cada Cabeça uma Sentença, no Museu Mariano Procópio
- 1989 - Ouro Preto MG - Ideologia Inconfidente em Processo, no Museu da Inconfidência
- 1989 - Rio de Janeiro RJ - Gravura Brasileira: 4 temas, na EAV/Parque Lage
- 1989 - Rio de Janeiro RJ - Ontem, Hoje, Amanhã, na Galeria do Centro Empresarial Rio
- 1989 - São Paulo SP - 20.ª Bienal Internacional de São Paulo, na Fundação Bienal
- 1990 - Goiânia GO - 20 Anos do Museu de Arte de Goiânia, no Museu de Arte
- 1991 - São Paulo SP - A Mata, no MAC/USP
- 1991 - São Paulo SP - Homem e Natureza, no MAC/USP
- 1992 - Rio de Janeiro RJ - 1ª A Caminho de Niterói: Coleção João Sattamini, no Paço Imperial
- 1992 - Rio de Janeiro RJ - Gravura de Arte no Brasil: proposta para um mapeamento, no CCBB
- 1992 - São Paulo SP - Anos 60/70: Coleção Gilberto Chateubriand/Museu de Arte Moderna-RJ, no Galeria de Arte do Sesi
- 1992 - Zurique (Suíça) - Brasilien: entdeckung und selbstentdeckung, na Kunsthaus Zürich

1993 - Rio de Janeiro RJ - Brasil 100 Anos de Arte Moderna, no MNBA
- 1993 - Rio de Janeiro RJ - O Papel do Rio, no Paço Imperial
- 1993 - Rio de Janeiro RJ - Paixão do Olhar, no MAM/RJ
- 1993 - São Paulo SP - O Desenho Moderno no Brasil: Coleção Gilberto Chateaubriand, na Galeria de Arte do Sesi
- 1994 - Lisboa (Portugal) - Além da Taprobana: a figura humana nas artes plásticas dos países de língua portuguesa, na Sociedade Nacional de Belas Artes
- 1994 - Rio de Janeiro RJ - O Desenho Moderno no Brasil: Coleção Gilberto Chateubriand, no MAM/RJ
- 1994 - Rio de Janeiro RJ - Trincheiras: arte e política no Brasil, no MAM/RJ
- 1994 - São Paulo SP - Bienal Brasil Século XX, na Fundação Bienal
- 1994 - São Paulo SP - Poética da Resistência: aspectos da gravura brasileira, na Galeria de Arte do Sesi
- 1995 - Brasília DF - Coleções de Brasília, no Ministério das Relações Exteriores. Palácio do Itamaraty
- 1995 - Rio de Janeiro RJ - Além de Taprobana: a figura humana nas artes plásticas dos países de língua portuguesa, no MAM/RJ
- 1996 - Bagé RS - Grupo de Bagé: retrospectiva de gravura, no Museu da Gravura Brasileira
- 1996 - Belo Horizonte MG - Impressões Itinerantes, no Palácio das Artes
- 1996 - Porto Alegre RS - Grupo de Bagé no Acervo do Margs, no Margs
- 1996 - Porto Alegre RS - Grupo de Bagé no Clube de Gravura, na Galeria da Caixa Econômica Federal
- 1996 - Porto Alegre RS - Grupo de Bagé: gravura e atualidade, no Centro Municipal de Cultura
- 1996 - Porto Alegre RS - Grupo de Bagé: pintura e atualidade, na Galeria de Arte Mosaico
- 1996 - São Paulo SP - Ex Libris/Home Page, no Paço das Artes
- 1997 - Brasília DF - Grupo de Bagé no Clube de Gravura: década de 50, na Galeria da Caixa Econômica Federal
- 1997 - Curitiba PR - Grupo de Bagé no Clube de Gravura: década de 50, na Galeria da Caixa Econômica Federal
- 1997 - Rio de Janeiro RJ - Grupo de Bagé no Clube de Gravura: década de 50, na Galeria da Caixa Econômica Federal
- 1997 - Rio de Janeiro RJ - Poemas Visitados, no Espaço Cultural dos Correios
- 1997 - São Paulo SP - Grupo de Bagé no Clube de Gravura: década de 50, na Galeria da Caixa Econômica Federal
- 1998 - Rio de Janeiro RJ - A Imagem do Som de Caetano Veloso, no Paço Imperial
- 1998 - São Paulo SP - Fronteiras, no Itaú Cultural
- 1998 - São Paulo SP - Impressões: a arte da gravura brasileira, no Espaço Cultural Banespa-Paulista
- 1998 - São Paulo SP - O Moderno e o Contemporâneo na Arte Brasileira: Coleção Gilberto Chateaubriand - MAM/RJ, no Masp
- 1999 - Porto Alegre RS - Garagem de Arte: mostra inaugural, na Garagem de Arte
- 1999 - Rio de Janeiro RJ - Cotidiano/Arte. O Objeto Anos 60/90, no MAM/RJ
- 1999 - Rio de Janeiro RJ - Mostra Rio Gravura. Gravura Moderna Brasileira: acervo Museu Nacional de Belas Artes, no MNBA
- 1999 - São Paulo SP - Cotidiano/Arte. O Consumo, no Itaú Cultural
- 1999 - São Paulo SP - Cotidiano/Arte. Objeto Anos 60/90, no Itaú Cultural
- 2000 - Brasília DF - Exposição Brasil Europa: encontros no século XX, no Conjunto Cultural da Caixa
- 2000 - Rio de Janeiro RJ - Brasil + 500 Mostra do Redescobrimento. Carta de Pero Vaz de Caminha, no Museu Histórico Nacional
- 2000 - São Paulo SP - Almeida Júnior: um artista revisitado, na Pinacoteca do Estado
- 2000 - São Paulo SP - Brasil + 500 Mostra do Redescobrimento. Negro de Corpo e Alma, na Fundação Bienal
- 2000 - São Paulo SP - Investigações: A Gravura Brasileira, no Itaú Cultural
- 2001 - Brasília DF - Investigações. A Gravura Brasileira, na Galeria Itaú Cultural
- 2001 - Penápolis SP - Investigações. A Gravura Brasileira, na Galeria Itaú Cultural
- 2001 - Rio de Janeiro RJ - Trilhando a Gravura, no Museu da Chácara do Céu
- 2002 - Niterói RJ - Acervo em Papel, no MAC/Niterói
- 2002 - Porto Alegre RS - Desenhos, Gravuras, Esculturas e Aquarelas, na Garagem de Arte
- 2002 - Rio de Janeiro RJ - Caminhos do Contemporâneo 1952-2002, no Paço Imperial
- 2002 - Rio de Janeiro RJ - Identidades: o retrato brasileiro na Coleção Gilberto Chateaubriand, no MAM/RJ
- 2003 - Rio de Janeiro RJ - Tesouros da Caixa: arte moderna brasileira no acervo da Caixa, no Conjunto Cultural da Caixa
- 2003 - São Paulo SP - Arte e Sociedade: uma relação polêmica, no Itaú Cultural
- 2004 - Rio de Janeiro RJ - Novas Aquisições 2003: Coleção Gilberto Chateubriand, no MAM/RJ

## Premios
- Prêmio Golfinho de Ouro Artes Plásticas del Gobierno del Estado de Rio de Janeiro (1987)[3]
- Prêmio Ministério da Cultura Cândido Portinari - Artes Plásticas. (1999)